# Escuadrilla Aeronaval de Exploración
La Escuadrilla Aeronaval de Exploración (EA6E) es una unidad táctica de la Armada Argentina con asiento en la Base Aeronaval Almirante Zar y dependencia de la Fuerza Aeronaval N.º 3. Su dotación es la aeronave de exploración de largo alcance Lockheed P-3C Orion.

## Misiones
Conforme a la Ley 22 445 la Armada Argentina está encargada de salvaguardar la vida humana en el mar, por tanto la Escuadrilla de Exploración se encuentra en guardia permanente ante cualquier necesidad de operaciones de búsqueda y rescate (SAR en inglés), manteniendo en alerta un P-3B Orion con tripulación completa y disponibilidad en dos horas desde el aviso de alarma.

## Historia
Los antecedentes de la unidad comienzan en 1908 cuando el ministro de Marina contraalmirante Onofre Betbeder ordenó la realización de un estudio de la factibilidad de usar aviones para patrullaje de las costas argentinas. Como resultado, en la década de 1930 la Armada comenzó el patrullaje marítimo.
En 1948, la Escuadrilla cumplió su primera operación de búsqueda y rescate (SAR en inglés) en ayuda al barco pesquero Yee Chang III.
En 1958, la Armada Argentina adquirió un lote de ocho aviones Lockheed P-2V5 Neptune provenientes de la Real Fuerza Aérea británica, y los asignó a la Primera Escuadrilla Aeronaval de Exploración. Mediante los Neptune la Escuadrilla realizó misiones de patrulla marítima y guerra antisubmarina, tomando parte de los ejercicios UNITAS a partir de 1960.
El 12 de junio de 1961, el Neptune 2-P-103 pilotado por el capitán de corbeta Sino de Martini sobrevuela y fotografía a muy baja altura a las islas Malvinas, tras pasar por Stanley, regresa a Argentina.
El 2 de abril de 1963, dos P-2V5 Neptune de la Escuadrilla bombardearon al Regimiento de Infantería Mecanizado 3 del Ejército Argentino, en el marco del enfrentamiento de los Azules y Colorados.
En 1970, la Armada adquiere un lote de un modelo más avanzado del P-2: el SP-2E, que a su vez fue reemplazado por otro de SP-2H en 1977.
En 1976 un Neptune SP-2E se estrella en las Islas Shetland del Sur mientras hacían un vuelo de reconocimiento. En el accidente murieron los 11 ocupantes de la aeronave, quienes permanecen desaparecidos hasta la actualidad.
En 1978, los preliminares de la Operación Soberanía, motivada por toma de las islas Picton, Nueva y Lennox, la Escuadrilla se desplegó a la Base Aeronaval Río Grande, desde donde llevó a cabo el Operativo Tronador, ejecutando patrullajes marítimos en el océano Pacífico.

### Guerra de las Malvinas

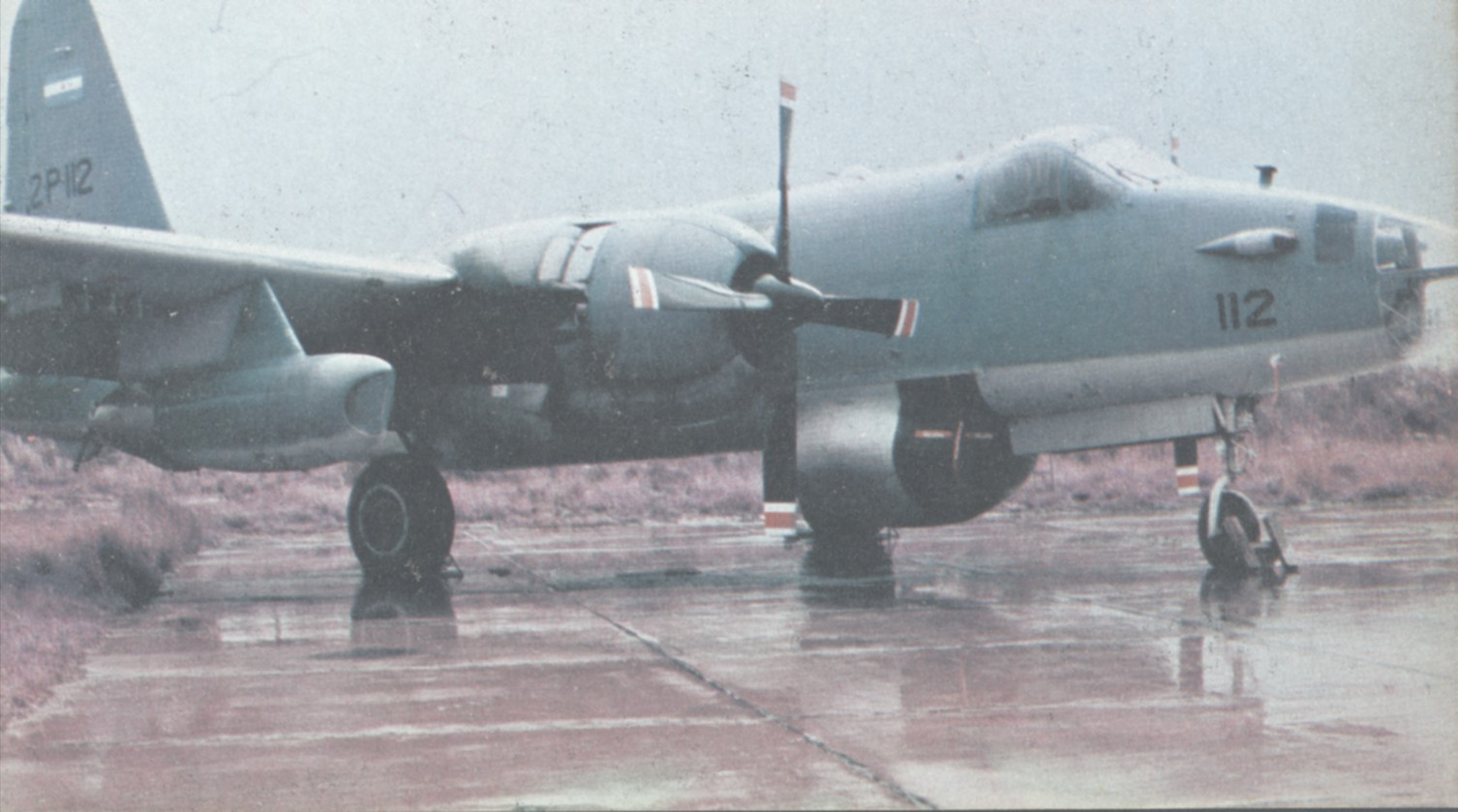
El SP-2H Neptune 2-P-112.

#### Operación Rosario
La Operación Rosario tomó de sorpresa a la Escuadrilla Aeronaval de Exploración (EA2E), que en 1982 tenía dos aviones de patrulla SP-2H Neptune (códigos de llamada S-P-111 y S-P-112) y dos Beehcraft King Air 200 (2-G-47 y 2-G-48). Su comandnate era el capitán de corbeta Julio Hugo Pérez Roca.
El 28 de marzo de 1982, la Junta Militar que gobernaba Argentina envió una flota —denominada Fuerza de Tareas 40— a las islas Malvinas con el fin de tomar el control del archipiélago que estaba en el poder del Reino Unido. La Escuadrilla Aeronaval de Exploración apoyó esta empresa con la patrulla del mar argentino. Lo hizo con un par de aviones SP-2H Neptune —matrículas S-P-111 y S-P-112— basados en la Base Aeronaval Río Grande que realizaron vuelos de reconocimiento antes, durante y después de la Operación Rosario. Para ello, instaló una Central de Operaciones de Combate en Río Grande para controlar los vuelos desde la Torre de Control Aeronaval. El primer operativo fue realizado el 26 de marzo por orden del Comando de la Aviación Naval (COAN) y consistió en circundar las Malvinas en busca de buques enemigos. Al mediodía, detectó al buque científico británico Bransfield en punto localizado a los 52°25′ latitud sur y los 64°40′ longitud oeste. La nave tenía rumbo este. La unidad no volvió a encontrar contactos durante el resto de los vuelos ejecutados hasta el 4 de abril —el desembarco fue realizado el 2 de abril con éxito—, día en el que regresó a la Base Aeronaval Comandante Espora para mantenimiento.

#### Acciones posteriores
Para enfrentar las operaciones de combate, el COAN creó la Fuerza de Tareas 80, compuesto por la Aviación Naval. La Escuadrilla Aeronaval de Exploración integró el Grupo de Tareas 80.2, bajo el mando del capitán de fragata Luis C. Vázquez. La unidad recibió la denominación de Unidad de Tareas (UT) 80.2.1. y su misión era ejecutar las operaciones de exploración necesarias para contribuir a la defensa de las Malvinas.
El 17 de abril, el SP-2H 2-P-112 de la EA2E participó de un ejercicio de guiado de aviones de la Fuerza Aérea Sur, como parte del asesoramiento proporcionado por la Aviación Naval a la Fuerza Aérea Argentina a efectos de la preparación para la guerra inminente.
La primera misión de la unidad en la segunda fase del conflicto fue una exploración sin novedad el 18 de abril. Al día siguiente, arribó a Río Grande el SP-2H 2-P-111 y el personal de mantenimiento, todos provenientes de Comandante Espora. El mismo día 19, la EA2E apoyó el cruce del buque mercante ELMA Formosa desde el continente hasta las Malvinas. En esta ocasión, el 2-P-111 tuvo un inconveniente causado por excesivo consumo de aceite, que lo forzó a recurrir a la base de Comandante Espora.
El 27 de abril y por contactos en las aguas localizadas al suroeste de las Malvinas, los Neptune verificaron el área; dichos contactos resultaron ser pesqueros.
El 1.º de mayo, se produjo el primer ataque aéreo británico contra Puerto Argentino/Stanley, primer un bombardero a las 04:44 horas (UTC-03:00) y luego cazas a las 08:30. A las 09:21 horas, el 2-P-112 despegó armado de dos torpedos MK-44 en procura de submarinos enemigos en un área cerca de 51°30′00″S 65°30′00″O / -51.50000, -65.50000.
El avión regresó sin inconvenientes a la base sin haber entrado en combate alguno. Antes de finalizar el día, el 2-P-111 regresó a Río Grande.

#### Búsqueda del Belgrano
El 2 de mayo a las 16:00 horas, el submarino británico HMS Conqueror hizo blanco con dos torpedos en el crucero ligero ARA General Belgrano. A las 16:35 horas de ese día, el destructor ARA Piedrabuena informó que el crucero estaba al garete y sin comunicaciones en el punto ubicado en 55°18′00″S 61°47′00″O / -55.30000, -61.78333. El Piedrabuena solicitó apoyo aéreo urgentemente. A las 23:30, despegó el 2-P-112 —al mando del capitán de corbeta Ernesto Proni Leston— para cumplir con la ayuda pedida. El avión buscó infructuosamente al Belgrano y regresó a las 06:30 horas del 3 de mayo. 15 minutos antes, había decolado el 2-P-111 relevando a su par. El 111 avistó, a las 09:20, una gran mancha de aceite de 10 millas (16,1 km) de longitud y 300 metros de ancho, en 55°27′00″S 61°15′00″O / -55.45000, -61.25000. Minutos más tarde, el 111 detectó un posible submarino en 56°00′00″S 59°30′00″O / -56.00000, -59.50000. Lanzó una sonoboya y esperó, pero recibió orden de continuar con la búsqueda de las balzas.
A las 09:55, el 2-P-111 estableció contacto radioeléctrico con una de las balzas del Belgrano. Manteniendo un enlace permanente, el avión encontró 15 balzas y un bote con náufragos en 55°18′00″S 61°47′00″O / -55.30000, -61.78333. Poco después, el 111 regresó a Río Grande siendo relevado por los aviones F28 Fellowship 5-T-10 y 5-T-21, pertenecientes a la 2.ª Escuadrilla Aeronaval de Sostén Logístico Móvil.
El suboficial mayor aeronáutico Juan Carlos Olivera recibió la Cruz de Plata por su desempeño en la búsqueda de los náufragos.

#### Ataque al Sheffield
El 4 de mayo, el 2-P-112 desempeñó un rol vital para la detección y posterior ataque del destructor británico HMS Sheffield, que navegaba a 85 millas al sur de Puerto Argentino. El avión mantuvo el contacto esperando el arriba de una pareja de Super Étendard de la 2.ª Escuadrilla desde la base de Río Grande. Dicha tarea tuvo un gran inconveniente cuando el radar quedó fuera de servicio. Los esfuerzos del personal lograron ponerlo de nuevo en funciones para poder transmitir las coordenadas a los aviones de ataque. Se dispararon dos misiles Exocet AM 39 de los cuales uno impactó en el Sheffield.
El S-P-111 replegó a Comandante Espora el 12 de mayo para nunca regresar. Tres días después, el S-P-112 hizo lo mismo, aunque regresó a Río Grande el día 26 para volver el 4 de junio. Sus radares y equipos de contramedidas electrónicas ya no eran confiables por obsoletos. La retirada del teatro de operaciones de los Neptune dejó a la 2.ª Escuadrilla paralizada durante tres semanas. La Aviación Naval intentó cubrir el vacío con los S-2E Tracker de la Escuadrilla Antisubmarina pero no dio resultado. Finalmente, los mandos argentinos se decantaron por el uso de los observadores navales en Puerto Argentino. Estos determinaban la posición de los buques con base en los cursos de los aviones británicos que regresaban a los portaviones.
La Bandera de Guerra de la EA2E recibió la condecoración del «Honor al Valor en Combate».

## Después de Malvinas

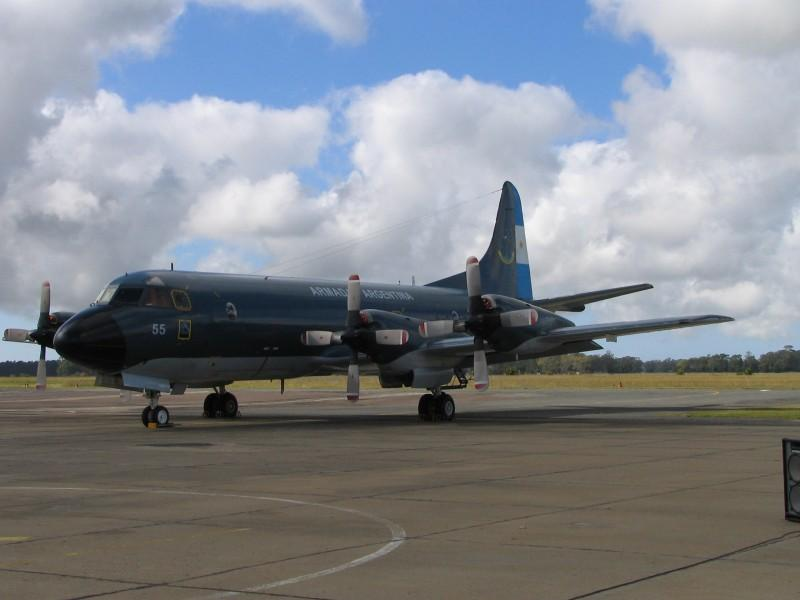
P-3B Orion 0871/6-P-55 en la Base Aeronaval Punta Indio, 2006.

Ante la desprogramación de los Lockheed L-188 Electra, la Armada Argentina adquirió un lote de seis (6) Lockheed P-3B Orion que pertenecían a la Armada de los Estados Unidos y que se encontraban en el 309.º AMARG. Los aviones fueron entregados entre 1997 y 1999. Del total recibido, se tomaron dos para ser usados como fuente de repuestos para los otros.
Desde su incorporación los P-3B Orion son utilizados para patrullas del litoral marítimo argentino y de la zona económica exclusiva.
La inspección en FAdeA del único P-3B en condiciones de servicio, el 6-P-56, fue interrumpida en 2018 por el Ministerio de Defensa y la aeronave quedó fuera de servicio. Ahora está previsto devolverla al servicio.
El 17 de octubre de 2023 el Ministerio de Defensa adquirió un lote de cuatro (4) Lockheed P-3 Orion ex RNAF; tres (3) P-3C y un (1) P-3N. El primer ejemplar, el 6-P-57, arribó al Aeroparque de Buenos Aires el 19 de septiembre de 2024.
La unidad participó del ejercicio conjunto "Aonikenk" en Puerto Belgrano con su P-3C el 26 de septiembre de 2024, junto a las tres Fuerzas Armadas.

## Equipamiento
La Escuadrilla ha tenido diferentes aviones diseñados para patrullaje marítimo, guerra antisubmarina, búsqueda antisuperficie y búsqueda y rescate.
Los aviones que tuvo desde su creación fueron:
- el Lockheed P-2V-5 Neptune, entre 1958 y 1982;[2]
- el Lockheed SP-2E Neptune, entre 1970 y 1976;
- el Lockheed L-188 Electra, desde 1973 hasta 1998;[33]
- el Lockheed SP-2H Neptune; entre 1977 y 1982;
- y el Lockheed P-3B Orion, desde 1997.[28]